# Водяной лафетный ствол

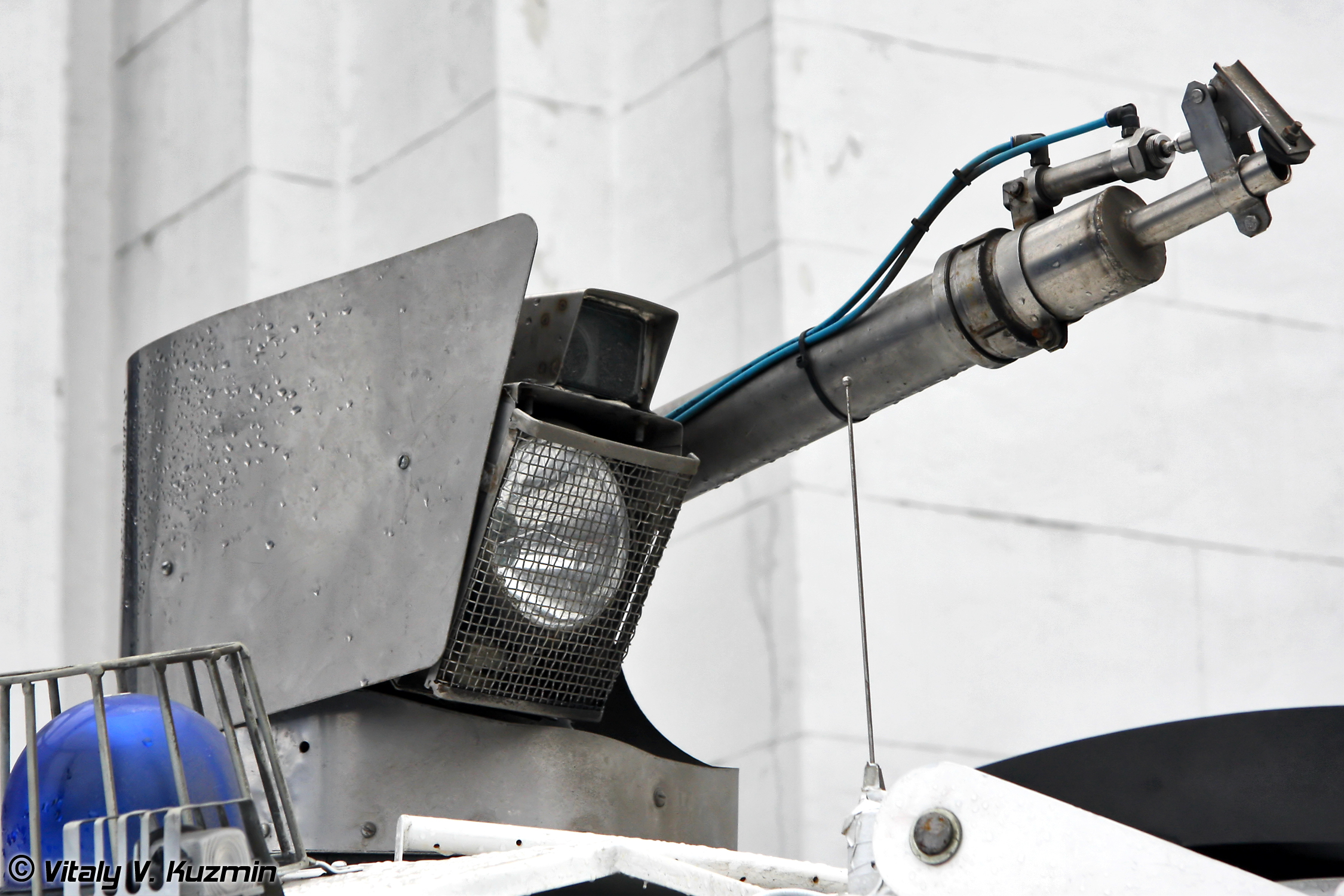
Водомёт на полицейском автомобиле (Россия)

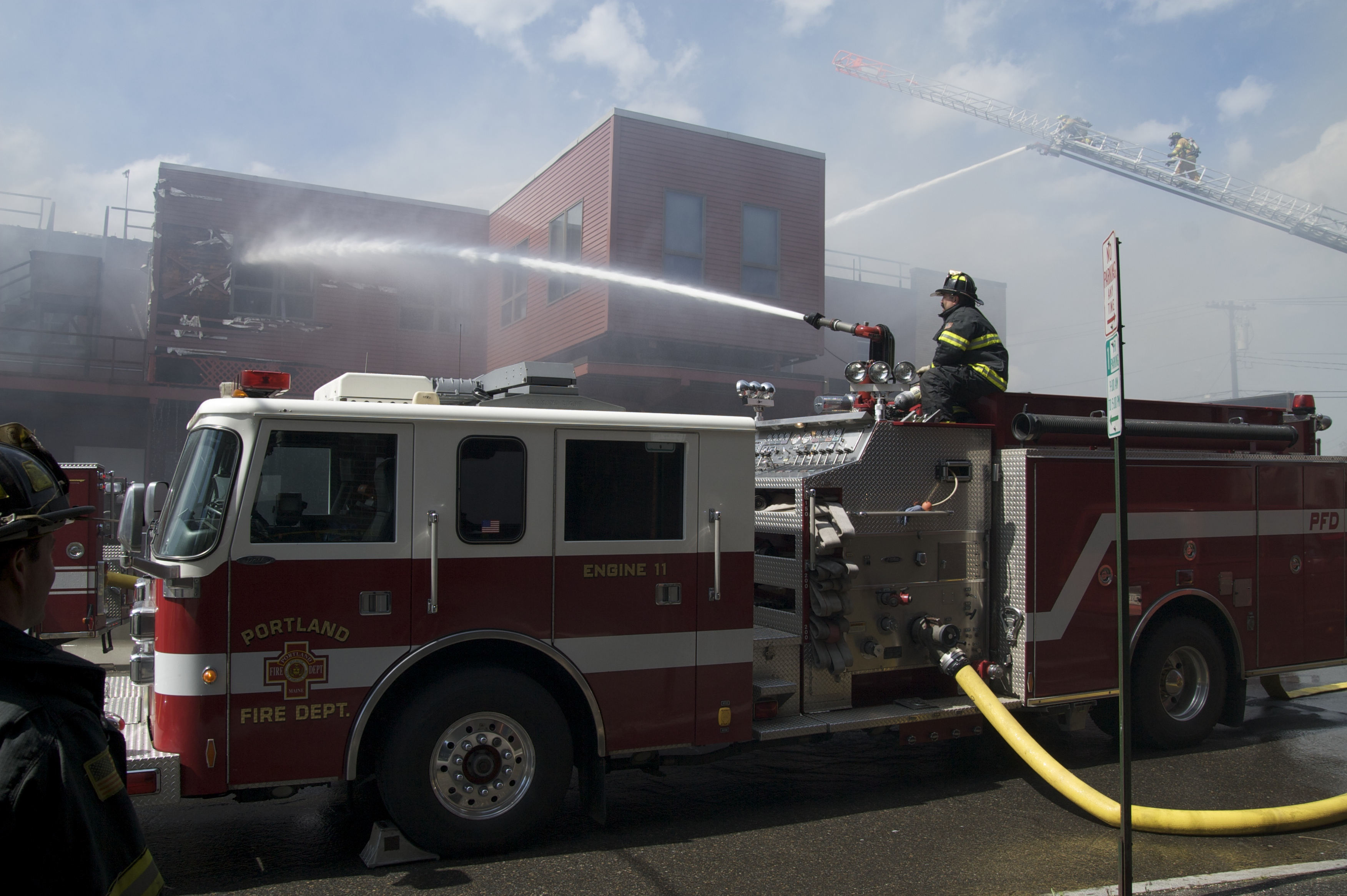
Применение лафетного ствола для тушения пожара

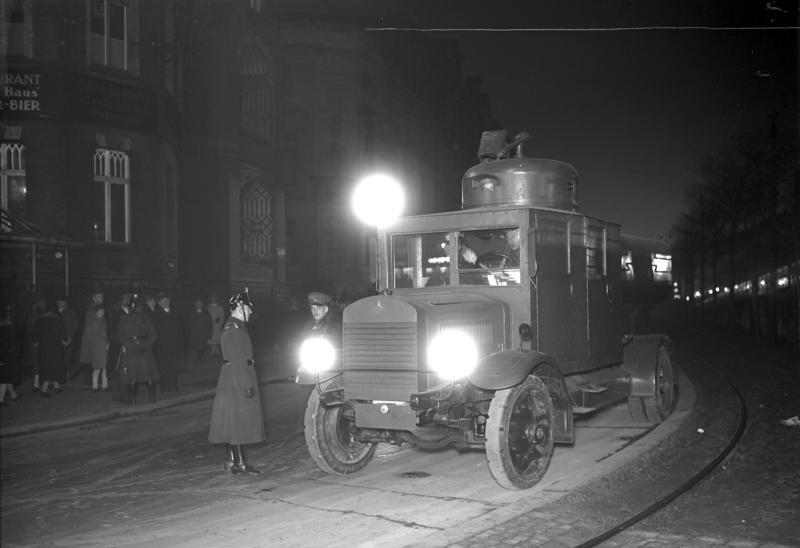
Первый немецкий полицейский водомётный автомобиль

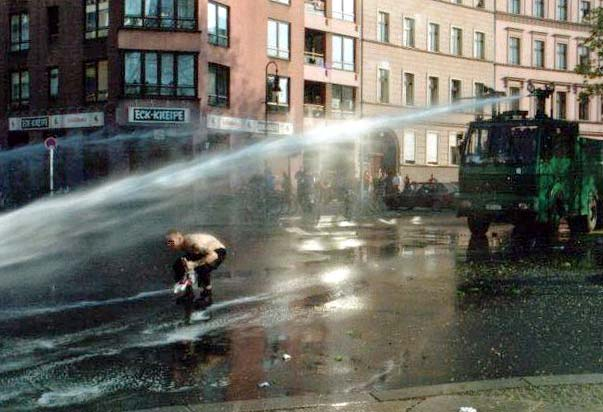
Применение полицейского водомёта в Германии в 2001 году

Водяной лафетный ствол (водяная пушка, или водомёт) — устройство, предназначенное для выброса воды под большим давлением. Существуют различные области его применения.

## Пожарный лафетный ствол
Водяные пушки, называемые лафетными стволами, используют для тушения пожаров. Лафетный ствол — это устройство для формирования сплошного или распылённого потока воды или огнетушащего вещества с изменяемым углом факела, которое используется для подачи большого напора огнетушащего средства в зону, где произошло возгорание. Применение пожарных стволов особенно необходимо в опасных для здоровья человека зонах (химические заводы, нефтеперерабатывающие предприятия и т. д.)
Лафетные стволы подразделяются по способу размещения на:
- стационарные — размещаются на неподвижных площадках или на пожарной технике;
- возимые — смонтированные на прицепе;
- переносные — размещаются в отсеках пожарного автомобиля и переносятся на позицию вручную.

по огнетушащему веществу на:
- водяные — предназначенные для формирования компактных или/и распылённых водяных струй;
- воздушно-механической пены[прояснить];
- углекислотные — для подачи сжиженного диоксида углерода;
- порошковые — для подачи порошка;
- комбинированные (предназначенные для подачи двух и более видов огнетушащего вещества).

## Водомёт
Полиция использует водомёты (обычно установленные на специальных автомобилях) для разгона незаконных демонстраций, а также при массовых беспорядках. Известен успешный случай прекращения уличных беспорядков с помощью пожарных гидрантов в Париже в 1831 году. Водяные пушки, установленные на автомобиле, впервые были применены в Германии в начале 1930-х годов. 
Примером полицейского водомётного автомобиля является Лавина-Ураган.

## Гидромонитор
Водяные пушки, называемые гидромониторами, применяют при добыче полезных ископаемых путём разрушения и смыва горных пород.